# Ільків Василь Іванович
Ільків Василь Іванович (Псевдо: «Горинь», «Легінь»; 1921, с. Хватів, нині Золочівського району, Львівської області — 14 березня 1946, біля с. Підгороддя, Івано-Франківський район, Івано-Франківська область) — лицар Срібного хреста бойової заслуги УПА 1 класу  та Бронзового хреста бойової заслуги УПА.

## Життєпис
Член ОУН з часів польської окупації. У 1939—1941 роках — співробітник члена КЕ ОУН Романа Кравчука — «Степового» та провідника ОУН у Львові Павла Ґаби-«Юрка». Закінчив старшинську школу УПА на Волині (1943).
Командир підстаршинської школи ОУН на Бібреччині (весна 1943 — весна 1944), підстаршинської школи ВО 2 «Буг» «Лісові чорти» (весна-осінь 1944), член Команди Золочівського ТВ 11 «Пліснесько», ад'ютант крайового провідника ОУН Р. Кравчука — «Степового» (від літа 1945). Загинув у криївці, рятуючи життя крайового провідника.
Хорунжий (1.10.1944), поручник (30.06.1945), сотник (22.01.1946).

## Нагороди
- Згідно з Наказом Крайового військового штабу УПА-Захід ч. 17 від 1.01.1946 р. поручник УПА Василь Ільків – «Горинь» нагороджений Бронзовим хрестом бойової заслуги УПА.
- Згідно з Постановою УГВР від 8.02.1946 р. і Наказом Головного військового штабу УПА ч. 1/46 від 15.02.1946 р. сотник УПА Василь Ільків – «Горинь» нагороджений Срібним хрестом бойової заслуги УПА 1 класу.